# 麂皮 (樂團)
麂皮（英語：Suede），是1989年組隊的英国摇滚乐队，由主唱Brett Anderson、吉他手Bernard Butler、贝斯手Mat Osman、鼓手Simon Gilbert所组成。1992年Suede乐队被认为是英国当时最好的新人乐队，吸引了音乐界的注意。1993年他们的首张专辑《Suede》就成为排行榜第一，成为十年内最畅销的首張专辑，并赢得了英国水星音乐大奖，推动了英式摇滚运动的发展。但是从Suede的第二张专辑《Dog Man Star (1994)》，可以看出乐队刻意与同时代的其他的英式摇滚乐队保持距离。虽然《Dog Man Star (1994)》被认为是Suede的杰作之一，但是录制过程却充满困难，吉他手Butler与主唱Anderson的争吵不断升级，最终Butler离开了乐队。
1996年随着Richard Oakes和随后的键盘手Neil Codling的加入，新组合的Suede发布的《Coming up》专辑在商业上获得巨大成功。《Coming up》位居英国排行榜首位，有五首单曲名列单曲前十，成为Suede在全球卖的最多的专辑。1997年乐队主唱Anderson染上了毒瘾。虽然乐队有诸多问题，但是Suede的第四张专辑《Head Music (1999)》仍然是英国排行榜榜首。《 A New Morning (2002)》是乐队与Nude Records唱片公司决裂后的首张专辑，可惜在商业上失败了，乐队随后亦于2003年解散。2010年樂隊重新回归舞台，并举办了一系列演唱会。其後重新進入錄音室製作唱片。
乐队的成长经历了整个九十年代英国英式摇滚（Brit-pop）的发展历程，也是其中的代表乐队之一，在當時與Oasis，Blur以及Pulp為Brit-pop四枝重大樂隊。
乐队的主唱 Brett Anderson 在1967年9月29日出生于离伦敦不远的一个小镇上，父亲是出租车司机，母亲则是一位不太成功的艺术家。 Brett Anderson 本名 Brett Lewis Anderson 是乐队的灵魂人物，兼作词作曲极具才华。Anderson雌雄同体和独特的嗓音在早期征服了整个英国。
2024年6月1日，乐队将回归中国大陆，计划于19:30在上海体育馆进行演唱会，门票发售一天全部抢光。

## 专辑
- 1993年 Suede #1
- 1994年 Dog Man Star #3
- 1996年 Coming Up #1
- 1997年 Sci-Fi Lullabies #9
- 1999年 Head Music #1
- 2002年 A New Morning #24
- 2003年 Singles #31
- 2010年 The Best of Suede #31
- 2013年 Bloodsports #10
- 2016年 Night Thoughts #6
- 2018年 The Blue Hour #5
- 2022年 Autofiction #2
- 2025年 Antidepressants

## VCD/DVD
- 1993年 Love and Poison
- 1995年 Introducing the Band DVD
- 2001年 Lost in TV DVD

## 打榜歌曲
专辑 Suede
- 1992年 "The Drowners" #49
- 1992年 "Metal Mickey" #17
- 1993年 "Animal Nitrate" #7
- 1993年 "So Young" #22

专辑 non-album single
- 1994年 "Stay Together" #3

专辑 Dog Man Star
- 1994年 "We are the Pigs" #18
- 1994年 "The Wild Ones" #18
- 1995年 "New Generation" #21

专辑 Coming Up
- 1996年 "Trash" #3
- 1996年 "Beautiful Ones" #8
- 1997年 "Saturday Night" #6
- 1997年 "Lazy" #9
- 1997年 "Filmstar" #9

专辑 Head Music
- 1999年 "Electricity" #5
- 1999年 "She's in Fashion" #13
- 1999年 "Everything Will Flow" #24
- 1999年 "Can't Get Enough" #23

专辑 A New Morning
- 2002年 "Positivity" #16
- 2002年 "Obsessions" #29

专辑 Singles
- 2003年 "Attitude" #14

专辑 Bloodsports
- 2013年 "It Starts and Ends with You"
- 2013年 "Hit Me"
- 2013年 "For the Strangers"